# Stefan Ortega
Pour les articles homonymes, voir Ortega.
Stefan Ortega Moreno, né le 6 novembre 1992 à Hofgeismar en Allemagne, est un footballeur international allemand qui joue au poste de gardien de but à Manchester City.

## Biographie

### Jeunesse
Ortega commence sa carrière au club du nord de la Hesse, au TSV Jahn Calden, avant d'être transféré au KSV Baunatal, puis au KSV Hessen Kassel.  En 2007, il est transféré à l'Arminia Bielefeld et y fait sa formation de jeune joueur. Au cours de la saison 2010-11, il dispute six matches avec l'équipe B en compétition dans la Regionalliga Ouest. 

### En club

#### Débuts à l'Arminia Bielefeld (2011-2014)
Un an plus tard, l'équipe première l'appelle et il fait ses débuts pour l'Arminia le 1er octobre 2011 contre le 1. FC Heidenheim en remplacement de Patrick Platins, blessé. Après une mauvaise performance contre le rival Preußen Münster, Ortega perd sa place au profit de Platins, apparaissant plutôt principalement dans le Westfalenpokal régional. Néanmoins, Ortega fait partie de l'équipe qui obtient une promotion en 2. Bundesliga à la fin de la saison 2012-2013 , acceptant par la suite une prolongation de contrat de deux ans.

#### TSV 1860 Munich (2014-2017)
En juin 2014, Ortega rejoint le TSV 1860 Munich librement. Il fait ses débuts avec les Bavarois au premier tour de la Coupe d'Allemagne 2014-2015, où son équipe s'impose 2-1 contre Holstein Kiel.  Après le départ de Gábor Király en août 2014, Ortega s'est imposé comme gardien de but de premier choix. Au terme de la saison 2016-2017, le club bavarois est relégué et Ortega quitte le club.

#### Retour à l'Arminia Bielefeld  (2017-2022)
Il signe son retour à l'Arminia pour un contrat de trois ans, succédant à Wolfgang Hesl. En janvier 2020, Ortega prolonge son contrat jusqu'en juin 2022, malgré les intérêts du Bayer 04 Leverkusen. Lors de la saison 2019-2020, Ortega et son club sont promus en Bundesliga. Lors de sa première saison en Bundesliga, le club a obtenu la 15e place et a évité la relégation après une victoire 2-0 lors du match à l'extérieur contre le VfB Stuttgart. Cette même saison, le magazine Kicker classe Ortega comme le deuxième meilleur gardien de but de la Ligue. La saison suivante, le club ne parvient pas à se maintenir et repart en deuxième division, signant le départ d'Ortega.

#### Manchester City (2022-)
En juillet 2022, Ortega signe librement avec les champions de Premier League, Manchester City, pour être la doublure d'Ederson. Il commence la saison sur le banc pour la défaite 1–3 de City contre Liverpool dans le FA Community Shield le 30 juillet. 
Ortega a disputé son premier match lors d'un match de phase de groupes de l'UEFA Champions League contre le Borussia Dortmund, qui se solde par un 0-0. Il a également disputé le prochain match de phase de groupes de la Ligue des champions contre Séville, qu'il remporte 3-1, ainsi que le troisième tour de la Carabao Cup contre Chelsea, effectuant des arrêts cruciaux pour aboutir à une victoire 2-0, le 9 novembre à l'Etihad Stadium. Le 3 mai, Ortega fait ses débuts en Premier League, en commençant par une victoire 3-0 contre West Ham United. Il a ensuite assuré le titre à Manchester City en effectuant à nouveau quelques arrêts contre Chelsea le 21 mai à domicile, qui se termine par un 1-0 pour City. Le 9 Avril 2024, il dispute le match aller de Ligue des champions de l'UEFA au Stade Santiago-Bernabéu face au Real Madrid Club de Fútbol qui se solde sur un 3-3.  Le 8 juin 2024, il prolonge son contrat avec les Citizens jusqu’en 2026.  

### En sélection
En mai 2011, il est appelé par Christian Ziege avec l'équipe d'Allemagne des moins de 19 ans pour une série de matchs amicaux. Cependant, il ne prend part à aucune rencontre. Il est convoqué pour la première fois de sa carrière en équipe A le 7 novembre 2024 par Julian Nagelsmann. 

## Statistiques
| Saison                | Club                  | Championnat           | Championnat | Championnat | Coupe nationale | Coupe nationale | Coupe de la Ligue | Coupe de la Ligue | Supercoupe | Supercoupe | Compétition(s) continentale(s) | Compétition(s) continentale(s) | Compétition(s) continentale(s) | Coupe du monde | Coupe du monde | Total | Total |
| Saison                | Club                  | Division              | M.          | B.          | M.              | B.              | M.                | B.                | M.         | B.         | Comp.                          | M.                             | B.                             | M.             | B.             | M.    | B.    |
| 2011-2012             | Arminia Bielefeld     | 3. Liga               | 20          | 0           | 4               | 0               | -                 | -                 | -          | -          | -                              | -                              | -                              | -              | -              | 24    | 0     |
| 2012-2013             | Arminia Bielefeld     | 3. Liga               | 1           | 0           | 5               | 0               | -                 | -                 | -          | -          | -                              | -                              | -                              | -              | -              | 6     | 0     |
| 2013-2014             | Arminia Bielefeld     | 2. Bundesliga         | 21+2        | 0+0         | 1               | 0               | -                 | -                 | -          | -          | -                              | -                              | -                              | -              | -              | 24    | 0     |
| Sous-total            | Sous-total            | Sous-total            | 48          | 0           | 10              | 0               | 0                 | 0                 | 0          | 0          | -                              | 0                              | 0                              | -              | -              | 58    | 0     |
| 2014-2015             | Munich 1860           | 2. Bundesliga         | 20          | 0           | 2               | 0               | -                 | -                 | -          | -          | -                              | -                              | -                              | -              | -              | 22    | 0     |
| 2015-2016             | Munich 1860           | 2. Bundesliga         | 15          | 0           | 3               | 0               | -                 | -                 | -          | -          | -                              | -                              | -                              | -              | -              | 18    | 0     |
| 2016-2017             | Munich 1860           | 2. Bundesliga         | 21+2        | 0+0         | 1               | 0               | -                 | -                 | -          | -          | -                              | -                              | -                              | -              | -              | 24    | 0     |
| Sous-total            | Sous-total            | Sous-total            | 58          | 0           | 6               | 0               | 0                 | 0                 | 0          | 0          | -                              | 0                              | 0                              | -              | -              | 64    | 0     |
| 2017-2018             | Arminia Bielefeld     | 2. Bundesliga         | 34          | 0           | 1               | 0               | -                 | -                 | -          | -          | -                              | -                              | -                              | -              | -              | 35    | 0     |
| 2018-2019             | Arminia Bielefeld     | 2. Bundesliga         | 31          | 0           | -               | -               | -                 | -                 | -          | -          | -                              | -                              | -                              | -              | -              | 31    | 0     |
| 2019-2020             | Arminia Bielefeld     | 2. Bundesliga         | 34          | 0           | 2               | 0               | -                 | -                 | -          | -          | -                              | -                              | -                              | -              | -              | 36    | 0     |
| 2020-2021             | Arminia Bielefeld     | Bundesliga            | 34          | 0           | 1               | 0               | -                 | -                 | -          | -          | -                              | -                              | -                              | -              | -              | 35    | 0     |
| 2021-2022             | Arminia Bielefeld     | Bundesliga            | 33          | 0           | 2               | 0               | -                 | -                 | -          | -          | -                              | -                              | -                              | -              | -              | 35    | 0     |
| Sous-total            | Sous-total            | Sous-total            | 166         | 0           | 6               | 0               | 0                 | 0                 | 0          | 0          | -                              | 0                              | 0                              | -              | -              | 172   | 0     |
| 2022-2023             | Manchester City       | Premier League        | 3           | 0           | 6               | 0               | 3                 | 0                 | -          | -          | C1                             | 2                              | 0                              | -              | -              | 14    | 0     |
| 2023-2024             | Manchester City       | Premier League        | 9           | 0           | 6               | 0               | 1                 | 0                 | 1          | 0          | C1                             | 3                              | 0                              | -              | -              | 20    | 0     |
| 2024-2025             | Manchester City       | Premier League        | 13          | 0           | 4               | 0               | 2                 | 0                 | -          | -          | C1                             | 2                              | 0                              | 1              | 0              | 22    | 0     |
| Sous-total            | Sous-total            | Sous-total            | 25          | 0           | 16              | 0               | 6                 | 0                 | 1          | 0          | -                              | 7                              | 2                              | 1              | 0              | 56    | 2     |
| Total sur la carrière | Total sur la carrière | Total sur la carrière | 297         | 0           | 39              | 0               | 6                 | 0                 | 1          | 0          | -                              | 7                              | 0                              | 1              | 0              | 351   | 0     |

## Palmarès
| Arminia Bielefeld (1)                                 | Manchester City (4) |
| ----------------------------------------------------- | --- |
| - Championnat d'Allemagne de D2 (1) - Champion : 2020 | - Premier League (2) - Vainqueur : 2023 et 2024 - Coupe d'Angleterre (1) - Vainqueur : 2023 - finaliste : 2024 - Ligue des champions (1) - Vainqueur : 2023 |